# Paul Verlaine
Paul-Marie Verlaine, (Metz, 30. ožujka 1844. – Pariz, 8. siječnja 1896.) bio je francuski pjesnik simbolist te član dekadentnog pokreta.
U početku je pripadao parnasovskoj školi. Zbog ljubavne afere s pjesnikom Arthurom Rimbaudom napušta obitelj i odlazi u pustolovnu skitnju po Belgiji i Engleskoj. U Bruxellesu je pripit, pucao u Rimbauda, zbog čega je osuđen na dvije godine tamnice. Nakon zatvora predaje u Engleskoj i kod isusovaca u Rethelu. Pateći zbog braka propalog zbog njegove biseksualnosti obraća se religiji. Iz zatvora objavljuje zbirku pjesama Romanse bez riječi i piše zbirku Razboritost koja izlazi 1881. i stihove koji kasnije ulaze u zbirke Mudrost i Paralelno. Godine 1874. nastanio se u Parizu, gdje je tiskao poemu Pjesničko umijeće, koju pjesnička generacija osamdesetih godina prihvaća kao manifest simbolizma, a Verlaine je postao predvodnik novog pravca. Svoja opscena djela tiskao je kriomice pod pseudonimom Pablo de Herlagnez. Opet je zatvoren zbog zlostavljanja majke, boluje od artritisa. Ne razlikuje zbilju od mašte, uzima opijum i hašiš, živi boemskim životom, snašao ga je tzv. pjesnički usud. Umire u Parizu u 51. godini života od posljedica alkoholizma i droge.